# Fringe – Grenzfälle des FBI
Fringe – Grenzfälle des FBI (englischer Originaltitel: Fringe) ist eine US-amerikanische Fernsehserie mit Mystery- und Science-Fiction-Elementen, welche von J. J. Abrams, Alex Kurtzman und Roberto Orci entworfen wurde und ihre Premiere am 9. September 2008 auf dem Fernsehsender Fox feierte. Die Serie handelt von einer besonderen FBI-Abteilung, deren Mitglieder sich zunächst mit übernatürlichen Phänomenen auseinandersetzen und später erkennen, dass diese mit einem Paralleluniversum zusammenhängen. „Fringe“ bedeutet „Rand“, „Randgebiet“, „Randzone“, „Grenzbereich“ usw., als Adjektiv auch „abseitig“, „extrem“ oder (im Sinne von „borderline“) „grenzwertig“. Davon leitet sich der Begriff fringe science (‚Grenz-‘ oder ‚Parawissenschaft(en)‘) ab.
Im Januar 2013 wurde die Serie nach fünf Staffeln und 100 Episoden mit einem zweistündigen Serienfinale in den USA, im März 2013 in Deutschland beendet.

## Handlung

### Konzept
| Staffel | 01 | 02 | 03 | 04 | 05 | 06 | 07 | 08 | 09 | 10 | 11 | 12 | 13 | 14 | 15 | 16 | 17 | 18 | 19 | 20 | 21 | 22 | 23 |
| 1       |    |    |    |    |    |    |    |    |    |    |    |    |    |    |    |    |    |    |    |    |    |    |    |
| 2       |    |    |    |    |    |    |    |    |    |    |    |    |    |    |    | 1  |    |    |    |    |    |    |    |
| 3       |    |    |    |    |    |    |    |    |    |    |    |    |    |    | 2  |    |    |    | 3  |    |    | 4  |    |
| 4       |    |    |    |    |    |    |    |    |    |    |    |    |    |    |    |    |    |    |    |    |    |    |    |
| 5       |    |    |    |    |    |    |    |    |    |    |    |    |    |    |    |    |    |    |    |    |    |    |    |

| Legende:     |                                                                                     |
|              |                                                                                     |
|              | Reguläres Universum vor Zeitlinienveränderung                                       |
|              | Beide Universen vor Zeitlinienveränderung                                           |
|              | Paralleluniversum vor Zeitlinienveränderung                                         |
|              | Reguläres Universum vor Zeitlinienveränderung und nach Zerstörung Paralleluniversum |
|              | Beide Universen nach Zeitlinienveränderung                                          |
|              | Reguläres Universum nach Zeitlinienveränderung                                      |
|              | Reguläres Universum 2036 nach Machtübernahme der Beobachter                         |
|              | Reguläres Universum nach Zeitlinienveränderung und Schließen der Brücke             |
|              | Beide Universen 2036 nach Zeitlinienveränderung und Machtübernahme der Beobachter   |
|              |                                                                                     |
| Bemerkungen: |                                                                                     |
| 1            | Spielt überwiegend im Jahre 1985                                                    |
| 2            | Spielt im Jahre 1986                                                                |
| 3            | Spielt größtenteils in Olivias Gehirn                                               |
| 4            | Spielt überwiegend im Jahre 2026                                                    |

Die Serie handelt von einer in Boston, Massachusetts beheimateten Sonderabteilung des FBI, der sogenannten Fringe Division, deren Spezialgebiet Fälle (zumeist Todesfälle) sind, deren Umstände über den Erfahrungshorizont der modernen Wissenschaft hinausgehen. In vielen der Fälle verwenden der oder die Täter experimentelle Methoden, die nach dem heutigen Stand den Grenzwissenschaften zuzuordnen sind. Im weiteren Verlauf der Serie wird ersichtlich, dass eine der Ursachen für viele dieser Vorkommnisse ein sich anbahnender Konflikt mit einem Paralleluniversum ist.
Im Mittelpunkt der Serie steht die FBI-Agentin Olivia Dunham, die unter der Leitung von Phillip Broyles für die Untersuchung der Fälle zuständig ist. Unterstützung erhält sie von einem exzentrischen Wissenschaftler namens Dr. Walter Bishop, der sich in den 80er Jahren im Auftrag des US-Militärs mit eben jenen wissenschaftlichen Gebieten beschäftigt hat, die in der Gegenwart im Mittelpunkt der Ermittlungen stehen. Tatsächlich stellt sich heraus, dass Dr. Bishops Forschungen in vielen Fällen sogar in direktem Zusammenhang mit den Fällen stehen. Da Dr. Bishop aufgrund psychischer Probleme siebzehn Jahre als Insasse in einer Nervenheilanstalt verbracht hat, muss sein erwachsener Sohn, Peter Bishop, die Vormundschaft für seinen Vater übernehmen. Da Peter ebenfalls über wissenschaftliche Kenntnisse verfügt, ist auch er fortan als Berater für das FBI tätig. Neben Peter wacht auch die FBI-Agentin Astrid Farnsworth über Walter und seine Experimente.
Im Laufe der Ermittlungen entsteht des Öfteren ein Zusammenhang zum Unternehmen Massive Dynamic. Hierbei handelt es sich um eine von Dr. William Bell gegründete und mittlerweile von Nina Sharp geleitete Firma in New York mit sehr großem Einfluss am Weltmarkt. Bei nahezu allem, was mit Wissenschaft und Technik zu tun hat, ist eine Verbindung zu Massive Dynamic festzustellen. Das Unternehmen beschäftigt die besten Wissenschaftler in den unterschiedlichsten Bereichen und verfügt über nahezu unbegrenzte finanzielle Möglichkeiten und einen enormen Einfluss. Nach Dr. Bells Tod wird Walter Bishop Alleinerbe sämtlicher Firmenaktien, sodass sie von da an ihm gehört. Das Motto der Firma lautet „Was wir tun? Was tun wir nicht?“.
Gegen Ende der zweiten und im Verlauf der dritten Staffel nimmt auch die Fringe Division der Parallelwelt einen größeren Platz im Handlungskonzept ein. Die Aufgabe dieser Einheit besteht überwiegend darin, die Risse auf ihrer eigenen Seite zu versiegeln, die durch die voranschreitende Zerstörung beider Welten erscheinen – ausgelöst durch einen geschichtsverändernden Eingriff Walter Bishops. Im Mittelpunkt stehen hierbei die Agenten Olivia Dunham beziehungsweise ihre Doppelgängerin aus dem Paralleluniversum (im Lauf der Serie vom regulären Universum auch Fauxlivia, für Falsche Olivia, genannt) sowie Charlie Francis, Captain Lincoln Lee und der Verteidigungsminister Walter Bishop (beziehungsweise Walternativ, für der alternative Walter, wie er vom regulären Universum genannt wird).

### Vorspann
Bei Fringe wechseln sich, anders als bei den meisten anderen Fernsehserien, verschiedene Vorspanne unregelmäßig ab. Sie sind allerdings ein wesentlicher Bestandteil der Mysteryserie, da sie zu Beginn einer Episode signalisieren, in welcher Zeit und in welchem Universum die Folge spielen wird. Insgesamt gibt es fünf verschiedene Grundvorspanne, welche jeweils aus wissenschaftlichen Animationen und Bildern bestehen und mit passenden Begriffen unterlegt sind, die sich im Laufe der Staffeln ändern.
Die erste Version, welche den Hauptvorspann darstellt, ist überwiegend in einem blauen Farbton gehalten und findet in den ersten beiden Staffeln fast ausschließlich Verwendung. Hierbei handelt die Episode im "Real"universum zur gegenwärtigen Zeit.
Da ab Folge 22 der zweiten Staffel bestimmte Folgen vorwiegend im Paralleluniversum handeln, ist der Vorspann bei diesen in einem rötlichen Ton gehalten. Auch hier findet die Handlung in der Gegenwart statt.
Für Folge 16 der zweiten Staffel, die größtenteils im "Real"universum und im Jahre 1985 spielt, wurde ein Retro-Vorspann erstellt, der im Stil der damaligen Möglichkeiten gehalten ist. In der 15. Episode der dritten Staffel findet er noch einmal Verwendung, da diese Episode im Jahre 1986 spielt.
Der vierte Vorspanntyp wurde nur für die Finalfolge der dritten Staffel genutzt und ist in Grau gehalten. Da die Handlung in der Zukunft spielt, handelt es sich auch bei den verwendeten Begriffen um mögliche zukünftige Wissenschaften beziehungsweise Forschungsbereiche.
Zu Beginn der vierten Staffel wurde ein weiterer, in Gelb (Bernstein) gehaltener, Vorspann eingeführt, der für die gegenwärtigen Universen, aus deren Zeitlinie zunächst Peter entfernt wurde, steht.
In der 19. Folge der vierten Staffel und der fünften Staffel, welche im Jahr 2036 spielt, wird ein weiterer Vorspanntyp eingeführt. Dieser unterscheidet sich jedoch grundlegend von all seinen Vorgängern. Es wird nicht mehr nur ein Tatort gezeigt, sondern alle Menschen hinter einer Mauer mit Stacheldraht. Der Farbton ist hierbei blau. Außerdem werden keine Begriffe der Wissenschaft verwendet, sondern solche, die der totalitäre Staat unterbindet, wie "Freiheit" oder "freier Wille". Damit nimmt er Bezug zur Unterdrückung der menschlichen Bevölkerung seitens der Beobachter.

### Glyph-Code
In regelmäßigen Abständen erscheinen innerhalb einer Episode nach einer Abblende hellblaue Abbildungen auf schwarzem Grund, in jeder Folge in einer bestimmten Anordnung und Anzahl. Sie ergeben den sogenannten Glyph-Code.
Die Zeichen bilden folgende Objekte ab: einen Apfel, ein Blatt, ein Seepferdchen, einen Frosch, einen Schmetterling, eine Blüte, eine Hand mit sechs Fingern und Rauchschwaden, die ein menschliches Profil mit geöffnetem, schreienden Mund formen.
Innerhalb dieser Symbole werden markante Dinge aus der Handlung der Serie verbaut. So ähneln die Kerne des Apfels zwei Föten eines Menschen, die für die gleichen Eigenschaften und äußeren Merkmale der Bewohner des regulären und des Paralleluniversums stehen. Außerdem befindet sich in dem Blatt ein gleichseitiges Dreieck, auf dem Seepferdchen die Skizze einer goldenen Spirale, auf dem Frosch der griechische Buchstabe Phi, im Rauch ein Auge, in der Blüte ein Insektenflügel als Blütenblatt und in den Flügeln des Schmetterlings sind Hand- und Fußknochen sichtbar.
Die Abbildungen, die in verschiedenen Variationen mit unterschiedlich positionierten Leuchtpunkten gezeigt werden, entsprechen in ihrer jeweiligen Darstellung jeweils einem Buchstaben des Alphabets. Setzt man die nacheinander in einer Folge erscheinenden Abbildungen/Buchstaben zusammen, ergibt sich ein Wort, das sich auf die Serie bezieht. Ein Beispiel ist hierfür „Observer“ in der Pilotfolge; die Glyph-Wörter aller Episoden wurden auf diese Weise decodiert.
Gleichzeitig lassen sich die Glyphen an verschiedenen Stellen in den einzelnen Episoden entdecken, normalerweise im Hintergrund oder auf Objekten, die in der jeweiligen Episode eine Rolle spielen.

### Staffel 1
Im Verlauf der ersten Staffel stellt sich heraus, dass hinter den Fällen, die von der Fringe Division untersucht und als „das Schema“ (orig. „the pattern“) zusammengefasst werden, eine terroristische Organisation mit Namen „Zerstörung durch Fortschritte der Technologie“, kurz ZFT, steckt. Eine noch ungeklärte Rolle spielen ferner die „Beobachter“ (orig. „Observers“), eine Gruppe glatzköpfiger, weitgehend emotionslos agierender Männer, die bei allen mit dem „Schema“ zusammenhängenden Vorkommnissen anwesend sind und diese schriftlich dokumentieren. Darüber hinaus stoßen Dunham und ihre Kollegen im Laufe ihrer Ermittlungen häufig auf Verwicklungen einer weltweit tätigen Forschungsfirma namens Massive Dynamic, deren Gründer Dr. William Bell einst ein Kollege und Freund Walter Bishops war. Beide haben in den 1980er Jahren unter anderem Experimente mit Kindern durchgeführt, um bei diesen übermenschliche Fähigkeiten freizusetzen. Olivia erfährt schließlich, dass sie selbst eines dieser Kinder war und sie ebenfalls über besondere Fähigkeiten verfügt. Am Ende der ersten Staffel stellt sich dann heraus, dass die ZFT die Absicht verfolgt, sich Zugang zu einem Paralleluniversum zu verschaffen, in dem sich Bell bereits seit vielen Jahren aufhält.

### Staffel 2
In der zweiten Staffel ergibt sich, dass schon seit einiger Zeit Agenten aus dem Paralleluniversum im „Real“universum tätig sind. Als biomechanisch veränderte Gestaltwandler sind sie in der Lage, das Aussehen jedes Menschen anzunehmen, wobei sie diese in der Regel umbringen, bevor sie ihre Identität annehmen. So tötet einer der Gestaltwandler den FBI-Agenten Charlie Francis, einen Kollegen Olivias, nachdem diese von einer Reise ins Paralleluniversum zurückgekehrt ist. Ihr gelingt es jedoch schließlich, den falschen Charlie zu entlarven und umzubringen. Von Bell ist sie zu diesem Zeitpunkt bereits gewarnt worden, es drohe ein Krieg mit dem Paralleluniversum. Schließlich wird bestätigt, was bereits am Ende der ersten Staffel angedeutet wurde: Peter ist in Wirklichkeit nicht der Sohn Walters aus dem gewohnten Universum. Dessen Sohn Peter war als Kind gestorben, woraufhin Walter den Sohn seines Gegenstücks aus dem Paralleluniversum als „Ersatz“ in sein Universum holte und damit ungewollt den Konflikt beider Welten überhaupt erst in Gang setzte.
Der Walter des Paralleluniversums ist mittlerweile zum Verteidigungsminister der USA aufgestiegen und somit auch der Oberbefehlshaber der Gestaltwandler, die das gewohnte Universum infiltrieren. Kaum hat Peter erfahren, dass er aus dem Paralleluniversum stammt, wird er von seinem eigentlichen Vater aufgesucht, der ihn in sein eigenes Universum zurückholt. Walter, Olivia und einige weitere Personen, die zu den Kindern gehörten, mit denen Walter in den 80er Jahren experimentiert hatte, folgen ihnen jedoch, um Peter zurückzuholen. Sie erfahren, dass „Walternativ“ (orig. „Walternate“), wie Walter sein Gegenstück aus dem Paralleluniversum nennt, plant, Peter an eine Maschine anzuschließen, mit der er das „Real“universum zu zerstören plant. Es kommt zum Wiedersehen von Walter und William Bell, wobei letzterer am Ende sein Leben opfert, damit Olivia, Walter und Peter in das gewohnte Universum zurückkehren können. Tatsächlich hat „Walternativ“ jedoch Olivia gefangen genommen und durch die Olivia seiner Welt ersetzt, die unter seinem Befehl steht.

### Staffel 3
Zu Beginn der dritten Staffel wechselt die Handlung wiederholt zwischen den beiden Universen. Im „Real“universum infiltriert die Olivia des Paralleluniversums die Fringe Division und widmet sich der Untersuchung weiterer Fälle, die mit dem Paralleluniversum im Zusammenhang stehen. Dabei versucht sie jedoch heimlich, die Bemühungen der Fringe Division, die Bedrohungen durch das Paralleluniversum abzuwehren, zu sabotieren. Zudem beginnt sie eine Beziehung mit Peter, der sich zuvor bereits zur „echten“ Olivia hingezogen fühlte. Walter hat derweil Bells Firma Massive Dynamic geerbt.
Im Paralleluniversum hat „Walternativ“ die Olivia des gewohnten Universums einer Gehirnwäsche unterzogen und davon überzeugt, sie sei tatsächlich die Olivia Dunham seines eigenen Universums. So arbeitet sie nunmehr in der dortigen Fringe Division und übernimmt Untersuchungen von Fällen, die laut „Walternativ“ mit der Bedrohung durch das gewohnte Universum zusammenhängen. Ihr Unterbewusstsein versucht jedoch, sie in Gestalt von Peter davon zu überzeugen, sie gehöre nicht in dieses Universum und müsse in ihr eigenes zurückkehren. Auch ihr direkter Vorgesetzter, der Phillip Broyles des Paralleluniversums, äußert wiederholt Kritik an der Strategie von „Walternativ“. Olivia erwähnt während eines Falles von Kindesentführung, dass sie vom FBI sei, welches im Paralleluniversum jedoch bereits seit zehn Jahren nicht mehr existiert. Broyles stellt Olivia zur Rede, lässt sie aber gehen. Olivia, die nach einem gescheiterten Fluchtversuch festgenommen wird, findet schließlich auch Hilfe seitens Broyles. Sie findet in diesem Kontext auch die Möglichkeit, auf riskante Art und Weise mit dem Paralleluniversum zu kommunizieren, indem sie die wissenschaftlichen Geräte des Verteidigungsministeriums sowie ihre speziellen Fähigkeiten nutzt.
Nach einer gemeinsamen Nacht mit der „falschen“ Olivia erhält Peter eine Nachricht einer Putzfrau, die zuvor eine Erscheinung der „richtigen“ Olivia hatte. Peter unterzieht daraufhin „Fauxlivia“ einem Test und stellt dabei selbst fest, dass es sich um die falsche handelt. „Fauxlivia“ bemerkt seinen Test jedoch und flüchtet, kann allerdings vom FBI verhaftet werden. Bevor sie einer anstehenden Befragung unterzogen werden kann, wird sie aus ihrem eigenen Paralleluniversum zurückgeholt. Im Austausch wird der Körper des mittlerweile getöteten Broyles geschickt, der Olivia seinerseits bei der Rückkehr in das gewohnte Universum geholfen hat.
Die ebenfalls zurückgekehrte „echte“ Olivia und Peter haben immense Schwierigkeiten, ihre aufflackernde Beziehung zu erweitern, von der Peter sie erst in Kenntnis setzen muss. Hinzu kommt, dass „Fauxlivia“ von Peter schwanger ist, was sowohl Peter, als auch die „echte“ Olivia jedoch nicht wissen.
Massive Dynamic gelingt es, die Maschine größtenteils zusammenzubauen, allerdings hat „Fauxlivia“ einen Teil gestohlen, sodass die Maschine nicht angeschaltet werden kann. Als Peter sich ihr nähert, bewegt sich die Maschine und er bekommt Nasenbluten. Nach einer Recherche von Nina Sharp stellt sich heraus, dass Peter der Schlüssel zu der Maschine zu sein scheint. Außerdem stellt sich heraus, dass die Macht der Maschine darin liegt, entweder ein Universum zu erschaffen oder zu zerstören, und allein Peter verfügt über die Macht der Entscheidung.
Die Maschine wird schließlich von der anderen Seite aus durch „Walternativ“ aktiviert, woraufhin Peter den Versuch unternimmt, sie wieder abzuschalten, dabei jedoch von einer Art Schutzschild zurückgeworfen wird und schwere Verletzungen erfährt. Während seines darauffolgenden Krankenhausaufenthalts finden Walter und Astrid heraus, dass ein Phänomen spontaner Blitzschläge, die vielerorts Menschen verletzen, sich wie eine Schneise quer durchs Land zieht: vom Punkt, an dem sich ihre Maschine befindet, bis hin zu Liberty Island, wo sich die Maschine des Paralleluniversums befindet. Walter lässt ihre Version daraufhin auch in diesem Universum nach Liberty Island bringen, um die Schneise möglichst klein zu halten. Währenddessen erhält Olivia Informationen über die sogenannten „ersten Menschen“ und dass es einen Schlüssel gibt, der es Peter erlaubt, in die Maschine zu steigen: Olivias telekinetischen Kräfte. Mit Olivias Hilfe kann Peter infolgedessen in die Maschine steigen und wacht daraufhin im New York von 2026 beim One World Trade Center auf. In dieser Zukunft beginnt nun auch das gewohnte Universum Risse zu bilden, wie sie im dort bereits zerstörten Paralleluniversum auftraten. Walter findet heraus, dass das Central Park-Wurmloch 250 Millionen Jahre in die Vergangenheit deutet und die Maschine so Stück für Stück in die Vergangenheit gesendet wurde, was den „erste Menschen“-Mythos begründet. Walter überzeugt Peter, dass er in der Vergangenheit eine andere Entscheidung fällen kann, wenn er in die Maschine steigt. Wieder im Jahr 2011 angekommen, wacht Peter in der Maschine auf und verbindet die Räume beider Universen, in denen die Maschine steht, sodass beide Fringe-Teams aufeinandertreffen. Peter überzeugt sie, dass sie zusammenarbeiten müssen, um beide Universen zu retten, und die Olivias und Walters einigen sich darauf, zusammenzuarbeiten, woraufhin Peter plötzlich verschwindet. Außerhalb von Liberty Island sieht man die Beobachter stehen; „September“ teilt „Dezember“ mit, dass Peters Freunde ihn bereits vergessen und Peter seine Aufgabe erfüllt habe, womit die dritte Staffel endet.

### Staffel 4
Etwa drei Jahre sind inzwischen seit der Gründung der Fringe Division vergangen. Olivia Dunham, Walter Bishop und Astrid Farnsworth gehören dieser von Phillip Broyles geführten und der Öffentlichkeit nicht bekannten Spezialeinheit an. Den vor kurzem durch Peter Bishop erschaffenen Übergang zwischen den Paralleluniversen nutzen nun die beiden Einheiten, um auch von der jeweils anderen Seite zu operieren. Peter, der Sohn Walters, wurde von den Beobachtern durch das Umschreiben der Zeitlinie aus allen Gedächtnissen und ehemaligen Handlungen entfernt und starb auf beiden Seiten in früher Kindheit. So sind die Rollenverteilungen im Team leicht verändert, zum Beispiel begleitet Astrid Olivia bei den Außeneinsätzen und Walter beobachtet alles vom Labor aus, wo er auch wohnt. Gleichzeitig erinnert sich die Olivia aus der Parallelwelt ebenfalls nicht an Peter, der der Vater ihres Kindes war. Das Kind existiert durch die Entfernung Peters aus beiden Universen auch nicht mehr. Doch zur Beunruhigung der Beobachter brechen immer wieder Spuren des erwachsenen Peters durch. Diese ängstigen im Besonderen Walter, da er sich nicht erklären kann, wer der unbekannte Mensch ist. Bald glaubt er, er sei geistesgestört und müsse wieder ins St. Claires. Erst als Olivia ihn daran hindert, mittels medizinischer Instrumente sein Gehirn zu schädigen, um die Halluzinationen von Peter zu beenden, stellt sich heraus, dass Peter nicht nur Walter in Spiegelflächen erscheint, sondern auch in Olivias Träumen vorkommt. Kurz darauf erscheint Peter auch in der Wirklichkeit.
Durch einen Fall kommt die Fringe Division der Realwelt mit Lincoln Lee zusammen, der von nun an der Einheit zur Seite steht. Obwohl er vor Peters Verschwinden schon einmal das Team unterstützt hatte, erinnert sich keiner daran, auch er selbst nicht. Gleichzeitig herrscht großes Misstrauen zwischen den beiden Spezialeinheiten, was zu Konflikten führt. Captain Lincoln Lee aus dem Paralleluniversum wird in einem Fall von einem Attentäter erschossen.
Olivia erinnert sich vermehrt an Ereignisse der alten Zeitlinie und vergisst Erlebnisse der neuen Linie. Der Beobachter „September“ erscheint und erzählt, dass Olivia auch aus der alten Zeitlinie ist und in jeder bekannten Zukunft sterben wird. Der Gegenspieler der 4. Staffel ist der aus früheren Staffeln bekannte Jones, dessen Ziel es ist ein eigenes Universum zu erschaffen und vorher beide anderen Universen zu zerstören. Dabei benutzt er Cortexiphan-Kinder, um an bestimmten Punkten der Erde Erdbeben auszulösen, die schlussendlich für die Zerstörung der Universen verantwortlich sein können. Da das Team kurzfristig nicht alle „Kinder“ finden kann, entscheidet man sich zur Trennung der Brücke, um den Prozess aufzuhalten. Lincoln Lee geht in das Paralleluniversum. Nach Trennung der Brücke hören die Erdbeben auf.
Im weiteren Verlauf finden Olivia und Peter den Aufenthaltsort Jones’ und bringen ihn am Ende durch die Gedankenkräfte Olivias zur Strecke. Derweil ist Walter fest davon überzeugt, dass sein alter Freund Dr. William Bell noch unter den Lebenden sein muss. Zwar glaubt Nina Sharp Walters Vermutungen nicht, hilft ihm aber bei der Suche nach Bell. Während sich Astrid und Walter gemeinsam auf die Suche nach Bell machen, wird Astrid angeschossen und Walter von Bell entführt. Bell will den Zusammenbruch der beiden Universen auf einem Schiff (Arche) überleben und das „Kind“ mit den stärksten Cortexiphan-Kräften, Olivia, als Energiequelle nutzen. Nachdem Olivia und Peter mit Hilfe von Nina den Aufenthaltsort von Bell per Hubschrauber ausfindig machen können, dringen sie in dessen Schiff ein. Um schließlich die Zerstörung der Universen aufzuhalten, bleibt Walter nichts anderes übrig, als Olivia in den Kopf zu schießen. Nun haben sich auch die schon im Vorfeld von September angekündigten Vermutungen bestätigt: Olivia muss sterben. Danach erklärt Bell Walter, dass er den richtigen Weg gegangen ist. Sofort verschwindet er. Um Olivia dennoch zu retten, entfernt Walter das Projektil aus ihrem Hinterkopf; das Cortexiphan heilt sie. Nachdem sie schließlich im Krankenhaus aufgewacht ist, berichtet sie Peter, dass sie schwanger sei.

### Staffel 5
Die letzte Staffel knüpft nahtlos an die neunzehnte Episode der vierten Staffel an, in der die Beobachter in der Zukunft die Weltherrschaft übernommen haben. Olivias und Peters Tochter Henrietta („Etta“) holt Walter, Peter und Astrid in der Zukunft – im Jahr 2036 – aus dem Bernstein, worin das Fringe-Team sich zum Schutz vor den Beobachtern selbst eingeschlossen hatte. Auf der Suche nach Olivia werden die drei von Etta Bishop durch den totalitären Zukunftsstaat der Beobachter geführt.
Nachdem sie Olivia gefunden haben, kehren sie über unterirdische Tunnel wieder zurück in das alte, mit Bernstein versiegelte Harvard-Labor. Dort beginnen sie Videos, die Einzelteile des Plans beinhalten, die Beobachter von der Erde zu vertreiben, aus dem Bernstein zu befreien. Dieser Plan wurde Walter von September gegeben, jedoch hat Walter ihn bei einem Verhör des Beobachters Captain Windmark vergessen.
Nachdem Broyles sich als Maulwurf enttarnt hat, wird Etta von demselben Beobachter, der als Führer der Beobachter auftritt, erschossen. Als Peter entdeckt, dass viele der Eigenschaften der Beobachter auf eine Sonde im Nacken zurückzuführen sind, implantiert er sich selbst eine dieser Sonden, um Etta zu rächen.
Durch ein Video gelangen Walter, Peter und Olivia in ein Wohnhaus, in dem die Gesetze der Physik scheinbar nicht oder verändert existieren. Sie bringen in Erfahrung, dass ein kleiner, glatzköpfiger Junge (Staffel 1 Episode 15) von einem Mann namens Donald dort versteckt wurde, sich nun jedoch nicht mehr in dem Wohnblock befindet. Durch ein weiteres Video findet das Fringe-Team zwei der Zylinder (Staffel 1 Episode 4).
Peter, der nun ganz auf Rache sinnt, stellt Windmark eine Falle, indem er dessen Zukunft determiniert. Bei einer Auseinandersetzung mit ihm verliert Peter fast das Leben. Als Olivia herausfindet, dass die Sonde das Gehirn verändert, schafft sie es Peter zu überreden die Sonde herauszunehmen.
Das Fringe-Team kann schließlich den Beobachter-Jungen, der nun den Namen Michael trägt, ausfindig machen. Da Walter glaubt, der Junge könnte wissen, wer der mysteriöse Mann namens Donald ist, besorgen die drei elektronische Hilfsmittel, während Nina in einem der Außenlabore von Massive Dynamic auf den Jungen aufpasst. Windmark erfährt schließlich davon und sucht die beiden auf. Es gelingt Nina gerade noch den Jungen zu verstecken, ehe Windmark auftaucht. Sie erklärt dem Anführer der Beobachter, der Junge sei nicht mehr hier und opfert sich schließlich, um das Lesen ihrer Gedanken zu verhindern.
Peter, Olivia und Walter kehren zurück, nachdem Windmark den Schauplatz verlassen hat und Walter erfährt schließlich, dass Donald niemand anderes als September ist, der nun jedoch eine menschliche Gestalt angenommen hat. Walter steigt in den Tank und findet den Ort, wo sich Donald aufhält. Sie reisen nach New York.
Nach einem Gespräch mit dem ehemaligen Beobachter erfahren sie, dass Michael eine genetische Anomalie ist und der Plan vorsieht, dass er in das Jahr 2167 geschickt wird, damit er von einem norwegischen Wissenschaftler studiert wird. Denn Michael ist der Beweis, dass man nicht Emotionen opfern muss, um Intelligenz zu steigern. Somit würden die Beobachter nie existieren. Auf der Flucht vor den Beobachtern verliert Olivia Michael an Windmark.
Um den Jungen aus der Forschungsstation auf Liberty Island zu holen, versetzt Walter Olivia Cortexiphan, sodass sie in das alternative Universum reisen kann, dort mit Bolivias und Lincolns Hilfe in das Verteidigungsministerium gerät und von dort aus wieder zurück wechselt, um den Jungen herauszuholen. Auf dem Weg zurück in das alternative Universum wird sie von zwei Beobachtern aufgehalten, die sie jedoch ausschalten kann. Schließlich kehren Michael und Olivia wohlbehalten in ihre Welt zurück.
Nachdem Broyles von Windmark in dessen Hauptquartier gefangen genommen wird, benutzen sie mehrere Toxine (Staffel 1 Episode 1, Staffel 1 Episode 9, Staffel 1 Episode 11 und Staffel 2 Episode 9), die sie in das Belüftungssystem schicken. Dabei sterben sowohl alle Beobachter als auch Loyalisten und es gelingt ihnen, Broyles zu befreien. Peter erfährt außerdem durch ein Video, dass Walter sich opfern muss, da er mit Michael in die Zukunft reisen muss, um dem Jungen den Weg zu dem norwegischen Wissenschaftler zu zeigen.
Olivia gelingt es, den Anführer der Beobachter, Captain Windmark mithilfe des Restbestandes an Cortexiphan in ihrem Körper zu töten. Er wird von einem Auto eingeklemmt und stirbt. Schließlich erschaffen sie am Hafen nach einer Schießerei, in der September stirbt, ein großes Wurmloch. Walter tritt mit dem Jungen hindurch.
Im Jahr 2015 sind Olivia, Peter und Etta nun im Central Park. Dies spricht nun für ein Gelingen des Plans. Zurück zu Hause findet Peter einen Brief von seinem Vater, in dem das Bild mit einer weißen Tulpe steckt (Staffel 2 Episode 18), der ihn nun zurück in das Labor führen soll, in dem das Video auf ihn wartet, das erklärt, warum Walter nicht mehr existiert.

## Besetzung und Synchronisation
Die deutsche Synchronisation entstand nach einem Synchronbuch und unter der Dialogregie von Timmo Niesner durch die Synchronfirma Arena Synchron in Berlin. Die erste Folge der zweiten Staffel wurde dem verstorbenen Synchronsprecher Walter Bishops, Hans-Werner Bussinger, gewidmet.

### Hauptbesetzung

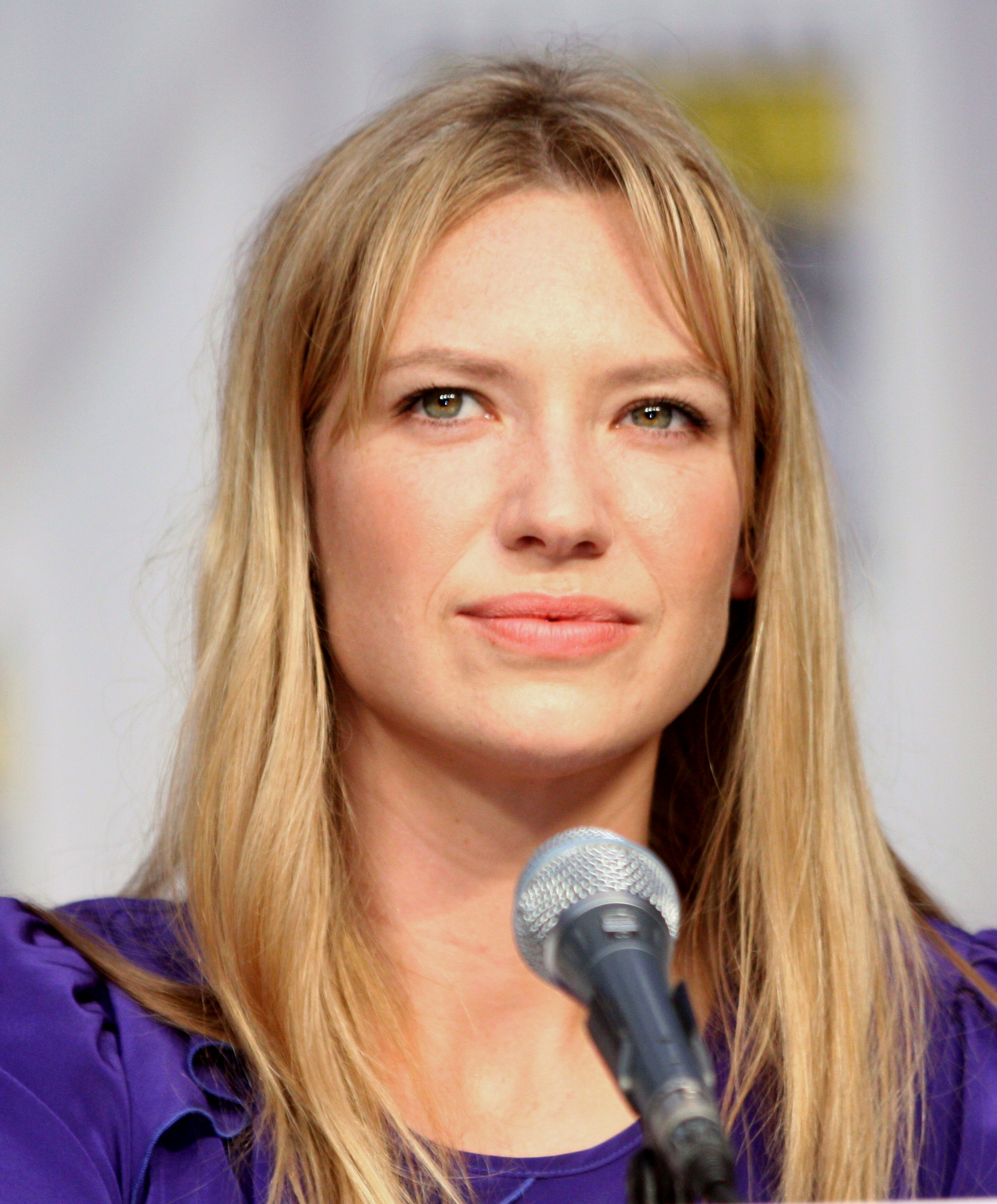
Anna Torv (2010)
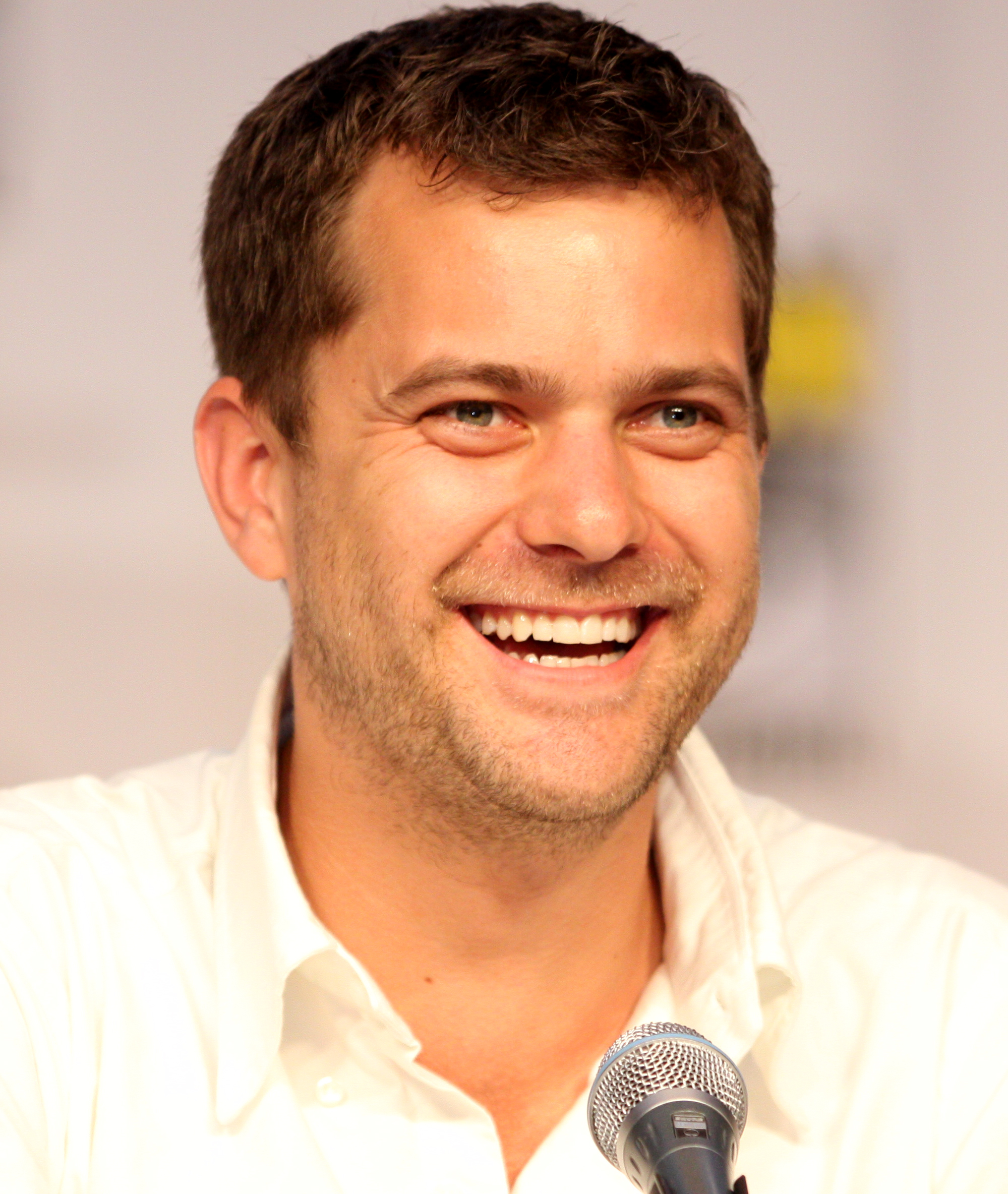
Joshua Jackson (2010)
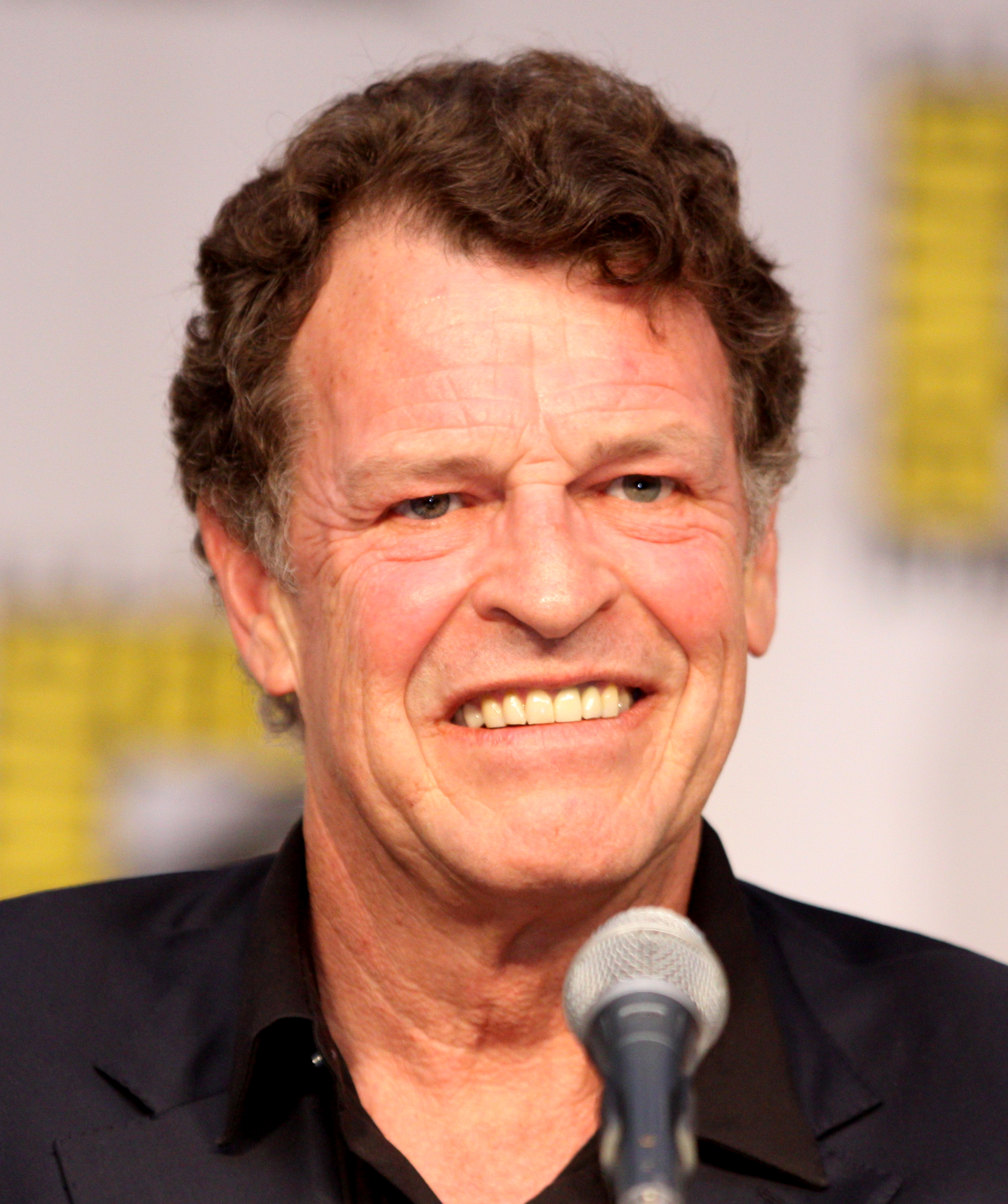
John Noble (2010)
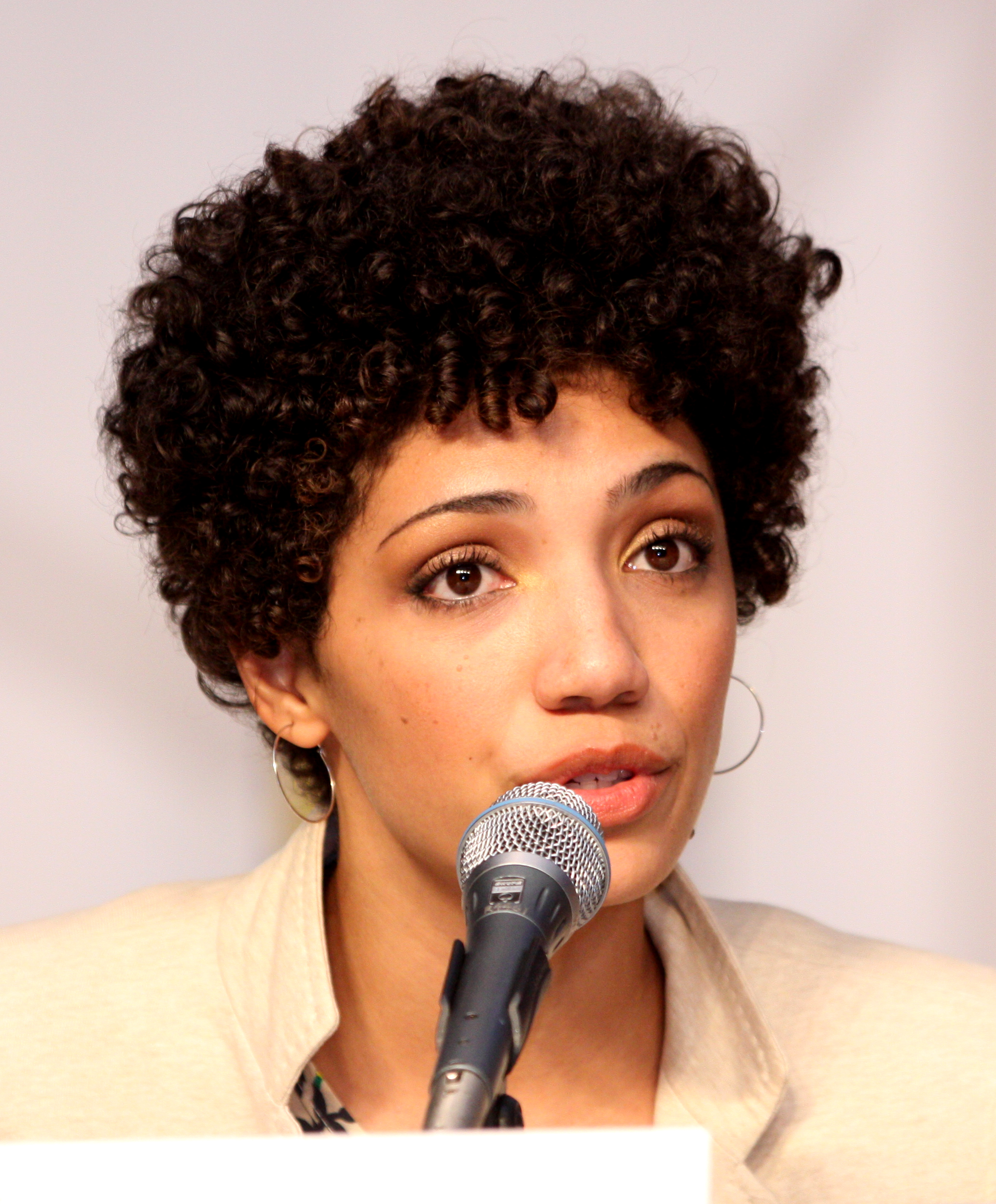
Jasika Nicole (2010)
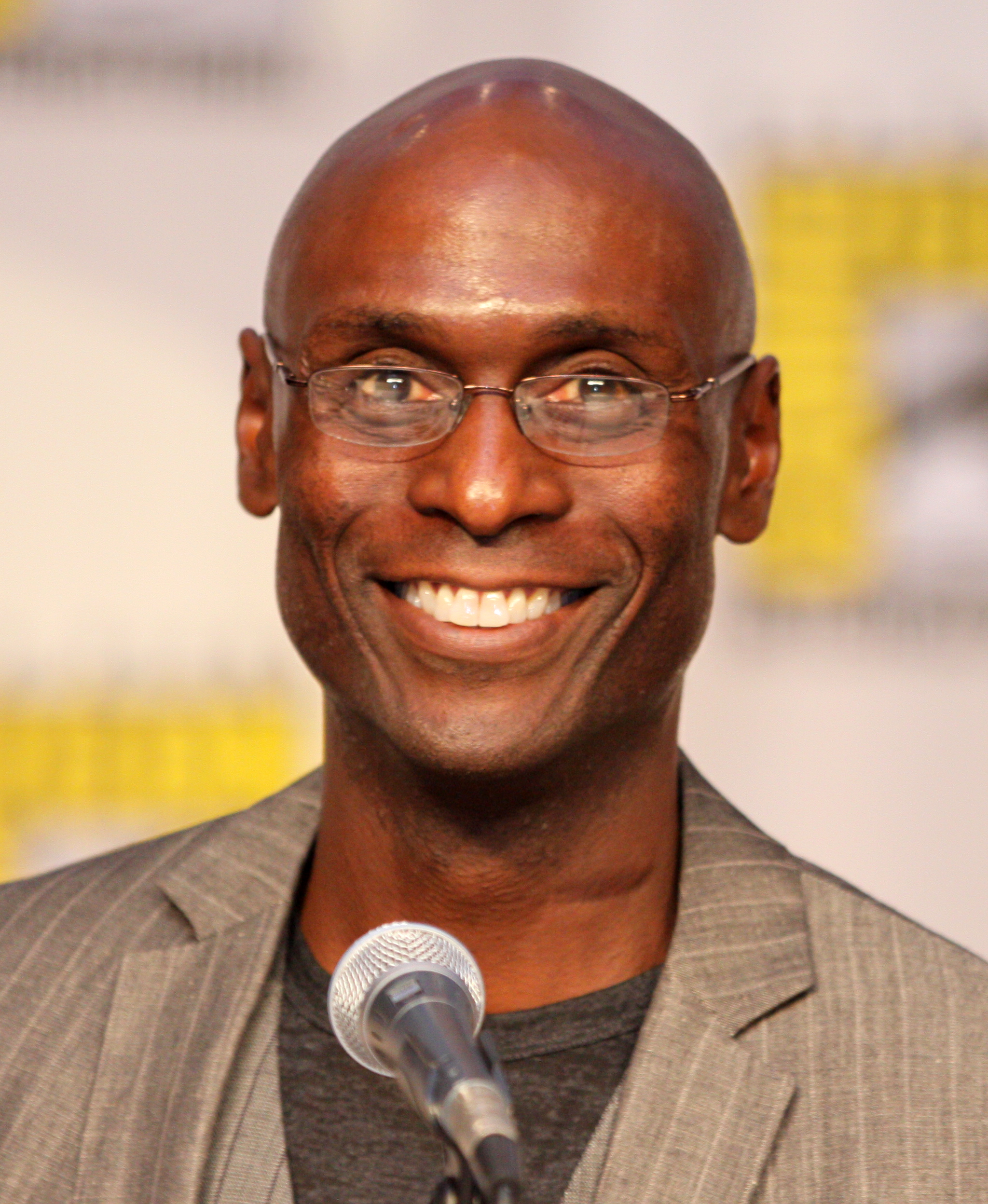
Lance Reddick (2010)
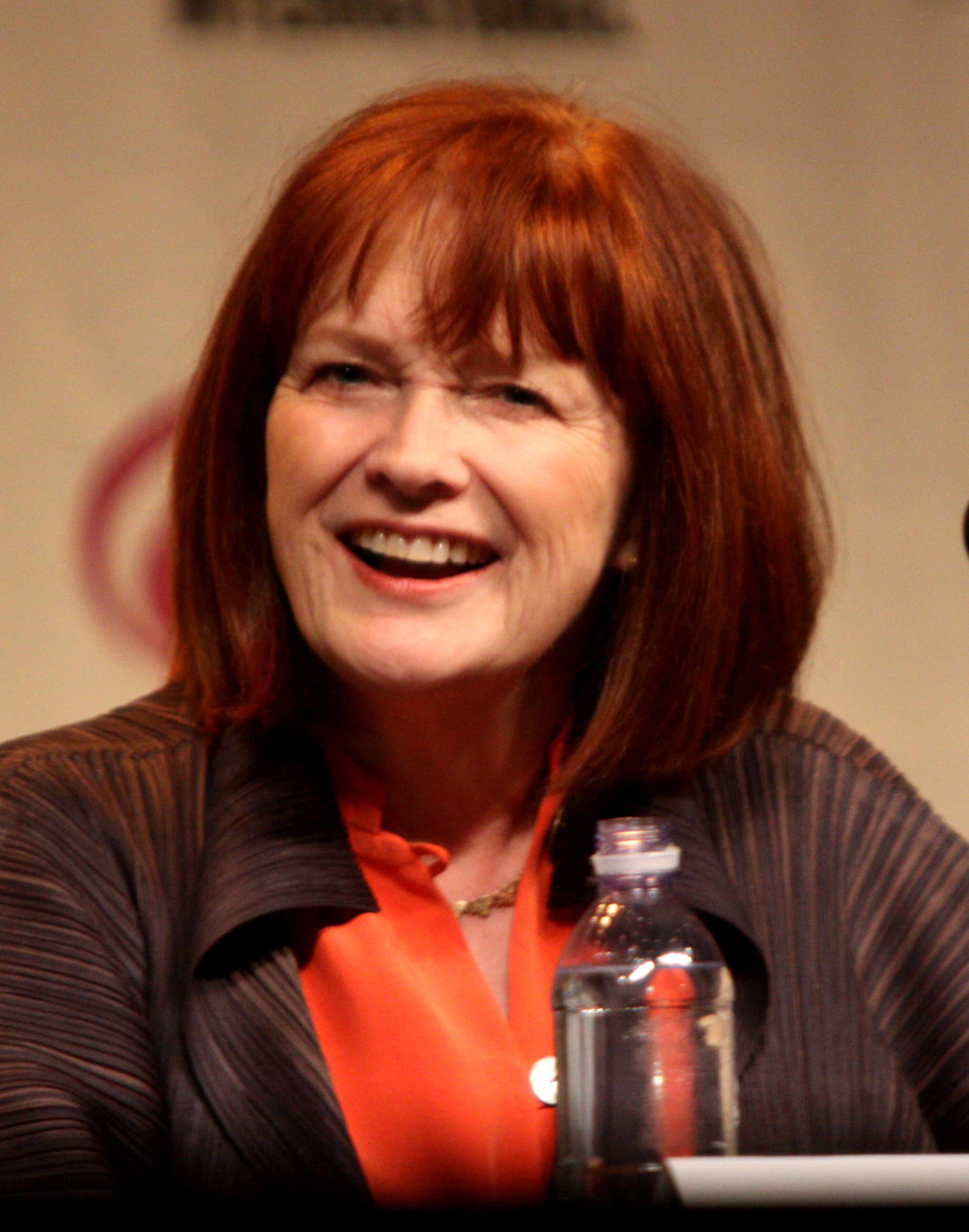
Blair Brown (2012)
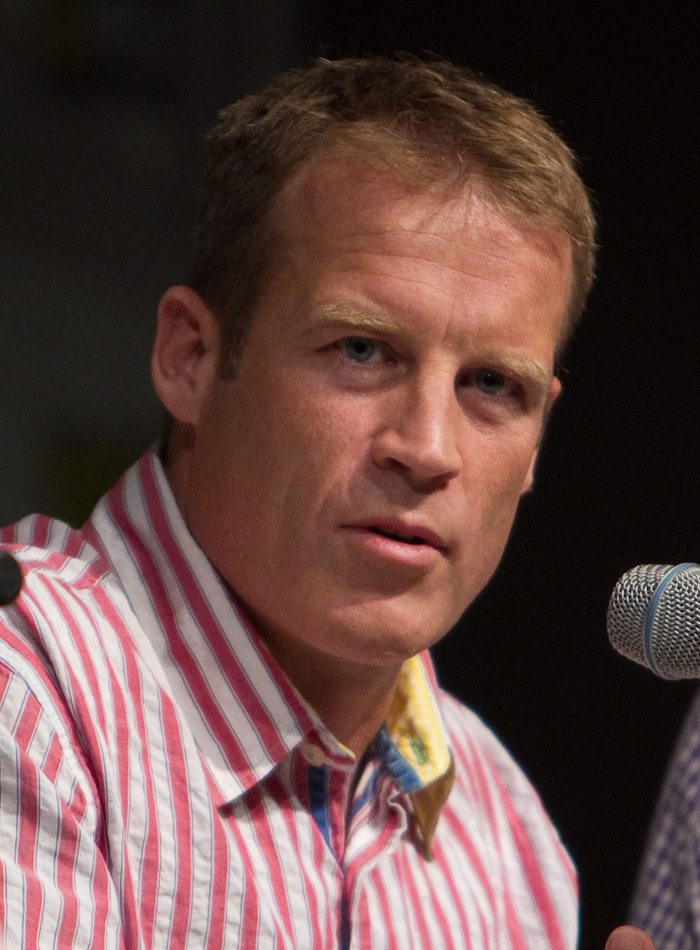
Mark Valley (2010)
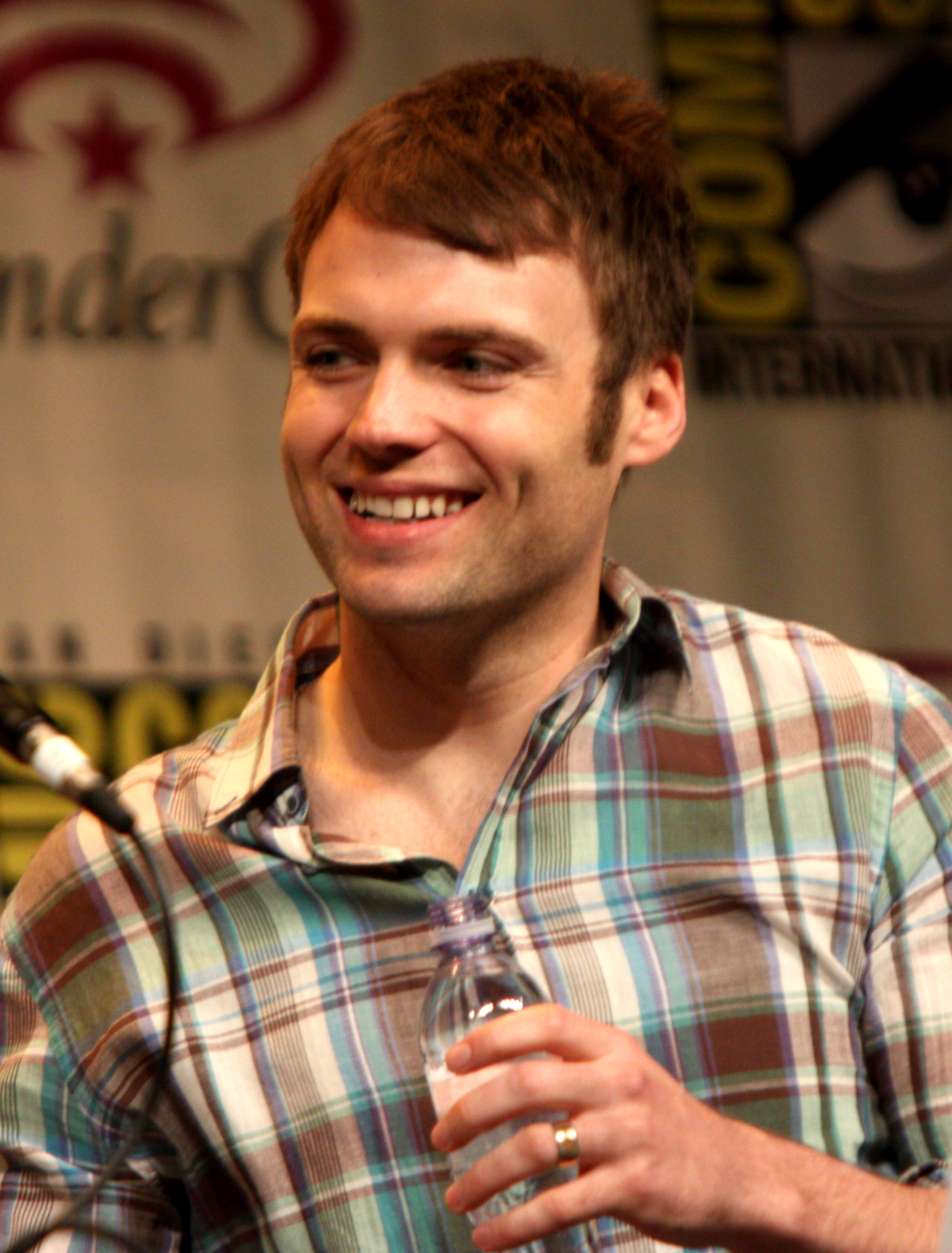
Seth Gabel (2012)

| Rollenname: reguläres Universum         | Rollenname: Paralleluniversum            | Schauspieler   | Hauptrolle (Episoden) | Hauptrolle (Staffeln) | Nebenrolle (Episoden) | Nebenrolle (Staffeln) | Synchronsprecher                   |
| --------------------------------------- | ---------------------------------------- | -------------- | --------------------- | --------------------- | --------------------- | --------------------- | ---------------------------------- |
| Special Agent Olivia Dunham             | Special Agent Olivia Dunham              | Anna Torv      | 1–83, 85–100          | 1–5                   |                       |                       | Luise Helm                         |
| Peter Bishop                            | –                                        | Joshua Jackson | 1–100                 | 1–5                   |                       |                       | Dennis Schmidt-Foß                 |
| Dr. Walter Bishop                       | Secretary Dr. Walter Bishop              | John Noble     | 1–100                 | 1–5                   |                       |                       | Hans-Werner Bussinger Bert Franzke |
| Junior/Special Agent Astrid Farnsworth  | Special Agent „Looker“ Astrid Farnsworth | Jasika Nicole  | 1–100                 | 1–5                   |                       |                       | Corinna Riegner                    |
| Special-In-Charge Agent Phillip Broyles | Colonel Phillip Broyles                  | Lance Reddick  | 1–87                  | 1–4                   | 91, 99–100            | 5                     | Leon Boden                         |
| Nina Sharp                              | Nina Sharp                               | Blair Brown    | 1–87                  | 1–4                   | 94, 96–97             | 5                     | Rita Engelmann                     |
| Special Agent Charles „Charlie“ Francis | Special Agent Charles „Charlie“ Francis  | Kirk Acevedo   | 1–24, 31              | 1–2                   | 42–61                 | 2–3                   | Martin Kautz                       |
| Special Agent John Scott                | –                                        | Mark Valley    | 1–13                  | 1                     |                       |                       | Torsten Michaelis                  |
| Special Agent Lincoln Tyrone Lee        | Captain Agent Lincoln Tyrone Lee         | Seth Gabel     | 66–85                 | 4                     | 42–63, 99             | 2–3, 5                | Ozan Ünal                          |

### Nebenbesetzung
| Rollenname                    | Schauspieler              | Nebenrolle (Episoden)                                                    | Nebenrolle (Staffeln) | Synchronsprecher |
| ----------------------------- | ------------------------- | ------------------------------------------------------------------------ | --------------------- | ---------------- |
| Beobachter „September“/Donald | Michael Cerveris          | 1–21, 23, 28, 31, 36, 40, 52, 53, 61, 65, 66, 68, 73, 79, 80, 87, 97–100 | 1–5                   | Philipp Moog     |
| Dr. David Robert Jones        | Jared Harris              | 7, 10, 14, 20, 73–74, 79, 83, 86                                         | 1, 4                  | Stephan Schwartz |
| Rachel Dunham                 | Ari Graynor               | 11–13, 15–18, 21, 40, 42                                                 | 1–2                   | Tanya Kahana     |
| Ella Dunham                   | Lily Pilblad, Emily Meade | 11–13, 15–18, 28, 40, 42, 65                                             | 1–3                   | Charlie Niesner  |
| Dr. William Bell              | Leonard Nimoy             | 20, 24, 30, 42–43, 62, 84, 86–87                                         | 1–4                   | Norbert Gescher  |
| Sam Weiss                     | Kevin Corrigan            | 22–23, 25, 37, 55, 63–64                                                 | 2–3                   | Robert Missler   |
| Brandon Fayette               | Ryan McDonald             | 24, 28, 35, 39–40, 42, 44, 46, 48–49, 51, 54, 56–57, 61–65, 73           | 2–4                   | Tobias Müller    |
| Thomas Jerome Newton          | Sebastian Roché           | 24, 30, 35, 38–39, 41, 45, 47                                            | 2–3                   | Tom Vogt         |
| Beobachter „Dezember“         | Eugene Lipinski           | 28, 35–36, 53, 65–66, 76, 79, 99–100                                     | 2–5                   | Lutz Schnell     |
| Henrietta „Etta“ Bishop       | Georgina Haig             | 84, 88–91, 93                                                            | 4–5                   | Maria Koschny    |
| Beobachter „Captain Windmark“ | Michael Kopsa             | 84, 88, 90–91, 93–100                                                    | 4–5                   | Udo Schenk       |
| Anil                          | Shaun Smyth               | 88, 90, 92, 94–96, 99–100                                                | 5                     | Viktor Neumann   |

Anmerkungen:
1. ↑  Vom regulären Universum auch Fauxlivia genannt
2. ↑  Walter holt Peter aus dem Paralleluniversum und bringt ihn ins reguläre Universum
3. ↑  Vom regulären Universum auch Walternativ genannt
4. ↑  Staffel 1
5. ↑  Ab Staffel 2
6. 1 2  Nach Zeitlinienveränderung trägt sie den Titel Special Agent
7. ↑  Wurde während der 1. Staffel produziert, aber erst Mitte der 2. Staffel ausgestrahlt
8. ↑  Nicht aufgetaucht
9. 1 2  Reguläres Universum vor Zeitlinienveränderung und nach Zerstörung Paralleluniversum
10. ↑  Auftritt nur als Cartoonfigur
11. 1 2  Mini-Auftritt

## Produktion

### Drehbuch und Regie
Es gibt einige staffelabhängige und einige feste Drehbuchautoren. Auch die Serienerfinder J. J. Abrams, Alex Kurtzman und Roberto Orci entwarfen, neben der Pilotfolge, einige Drehbücher der ersten Staffel. Hauptdrehbuchautoren in den folgenden drei Staffeln wurden die beiden Produzenten Jeff Pinkner und J. H. Wyman, die besonders die handlungsentscheidenden Episoden verfassten. Dabei wurden sie häufig von Akiva Goldsman unterstützt, der neben einigen Drehbüchern zumeist auch die jeweiligen Staffelfinale inszenierte. Weitere Regisseure der ersten Staffel waren unter anderem Frederick E. O. Toye, Brad Anderson und Paul Edwards. Am 19. Juni 2012 wurde bekanntgegeben, dass Jeff Pinkner nicht mehr als Drehbuchautor an der Serie beteiligt sein wird. Somit ist J. H. Wyman alleine hauptverantwortlicher Produzent der Serie.

### Drehorte
Die erste Folge der Serie – „Flug 627“ – wurde in Toronto gedreht. Die weiteren sind weitgehend im Bundesstaat New York aufgenommen worden. Ab Staffel zwei wechselte die Produktionsstätte in die kanadische Stadt Vancouver.

### Neues Werbepausenkonzept der ersten Staffel
Unter dem Projektnamen „Remote Free TV“ testete Fox mit den Serien Fringe und Dollhouse ein neues Konzept, das vor allem darin bestand, die Werbeblöcke um insgesamt fünf Minuten zu kürzen, um so mehr Zeit für die Darstellung der Handlung zur Verfügung zu haben. Die Produzenten erhofften sich davon eine höhere Unterhaltungsqualität, mehr Aufmerksamkeit und somit insgesamt einen gesteigerten Wert für die verbleibenden Werbeminuten sowie einen höheren Preis, den andere Sender zahlen müssen, um die Serie für das eigene Programm einzukaufen.
Ab der zweiten Staffel kehrte man zur normalen Episodendauer (ca. 40–42 min.) zurück.

## Ausstrahlung und Reichweite

### Vereinigte Staaten
| Staffel | Episoden | Premiere      | Finale        | Rang | Reichweite ab 2 J. (Mio.) | Quelle |
| ------- | -------- | ------------- | ------------- | ---- | ------------------------- | ------ |
| 1       | 20       | 9. Sep. 2008  | 12. Mai 2009  | 41   | 10,02                     | [ 8 ]  |
| 2       | 23       | 17. Sep. 2009 | 20. Mai 2010  | 79   | 6,25                      | [ 9 ]  |
| 3       | 22       | 23. Sep. 2010 | 6. Mai 2011   | 99   | 5,83                      | [ 10 ] |
| 4       | 22       | 23. Sep. 2011 | 11. Mai 2012  | 140  | 4,22                      | [ 11 ] |
| 5       | 13       | 28. Sep. 2012 | 18. Jan. 2013 | 111  | 4,27                      | [ 13 ] |

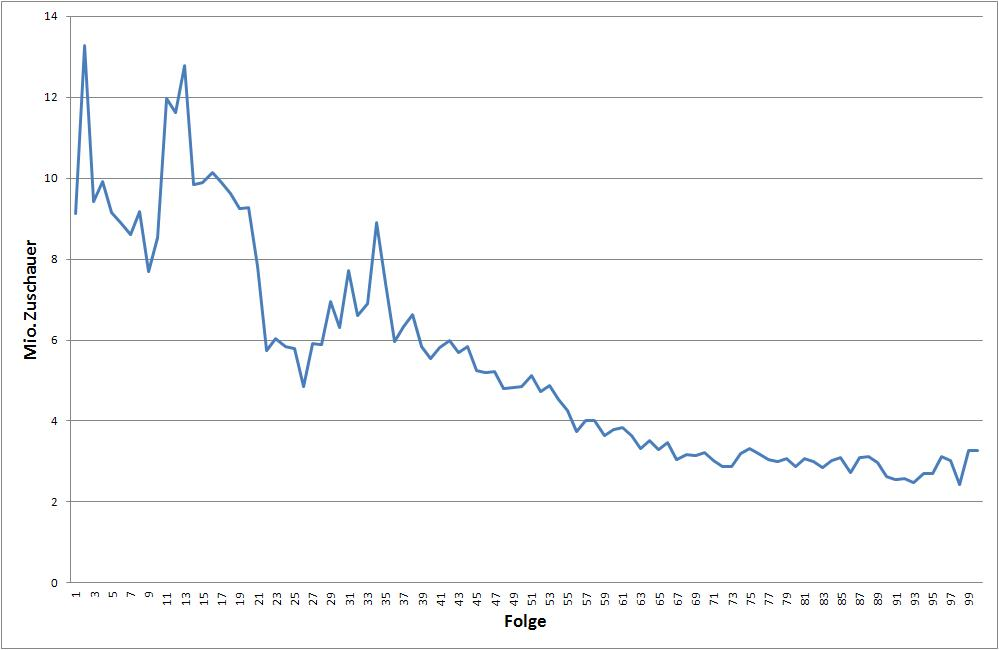
Grafische Darstellung der Einschaltquoten der US-amerikanischen Fernsehserie „Fringe“ auf dem US-amerikanischen Sender Fox

Die Serie startete in den USA am 9. September 2008 auf Fox. Die erste Staffel lief dort bis zum 12. Mai 2009. Doch die letzte Folge, die 21. der ersten Staffel, wurde erst im Laufe der zweiten Staffel ausgestrahlt. Die zweite Staffel startete am 17. September 2009 und endete am 20. Mai 2010. Am 6. März 2010 berichteten Entertainment Weekly und Variety, dass Fox Fringe für eine dritte Staffel verlängert habe. Diese besteht aus 22 Episoden. Die Erstausstrahlung der dritten Staffel wurde vom 23. September 2010 bis zum 6. Mai 2011 auf dem amerikanischen Sender Fox gesendet. Die vierte Staffel wurde zwischen dem 23. September 2011 und dem 11. Mai 2012 auf dem Freitagabendsendeplatz gezeigt.
Am 28. September 2012 begann die Ausstrahlung einer verkürzten fünften und letzten Staffel. Das Serienfinale wurde darüber hinaus am 18. Januar 2013 als zweistündiges Special gezeigt. Mit den dreizehn Episoden der fünften Staffel besteht die Serie damit aus insgesamt 100 Episoden.

### Deutschland
| Staffel | Episoden | Premiere      | Finale        | Reichweite ab 3 J. (Mio.) | Marktanteil ab 3 J. (%) | Reichweite 14–49 J. (Mio.) | Marktanteil 14–49 J. (%) | Quelle |
| ------- | -------- | ------------- | ------------- | ------------------------- | ----------------------- | -------------------------- | ------------------------ | ------ |
| 1       | 20       | 16. März 2009 | 10. Aug. 2009 | 2,45                      | 8,3                     | 1,90                       | 16,5                     | [ 19 ] |
| 2       | 23       | 8. März 2010  | 25. Okt. 2010 | 2,29                      | 7,2                     | 1,73                       | 12,8                     | [ 20 ] |
| 3       | 22       | 10. Jan. 2011 | 26. Sep. 2011 | 1,77                      | 5,5                     | 1,36                       | 11,2                     | [ 21 ] |
| 4       | 22       | 25. Juni 2012 | 20. Aug. 2012 | 1,61                      | 6,0                     | 1,15                       | 10,9                     | [ 22 ] |
| 5       | 13       | 1. Feb. 2013  | 16. März 2013 | 0,79                      | 5,4                     | 0,6                        | 9,4                      | [ 23 ] |

In Deutschland zeigte ProSieben die erste Staffel vom 16. März bis zum 10. August 2009. Die Ausstrahlung der zweiten Staffel begann am 8. März und endete am 17. Mai 2010 mit der zehnten Episode. Zwischen Mai und August 2010 plante der Sender Wiederholungen der ersten Staffel. Da die Quoten jedoch deutlich unter dem Durchschnitt des Kanals lagen, wurden diese Wiederholungen bereits im Juli abgesetzt. Stattdessen wurden ab 2. August 2010 die restlichen dreizehn Episoden der zweiten Staffel ausgestrahlt. Das zweite Staffelfinale wurde am 25. Oktober 2010 gezeigt. Die dritte Staffel lief ab dem 10. Januar 2011. Nachdem die erste Hälfte der Staffel bis zum 4. April 2011 gesendet wurde, begann die Ausstrahlung der zweiten Hälfte am 15. August 2011. Aufgrund der Absetzung der im Vorprogramm laufenden Mysteryserie Vampire Diaries zeigte ProSieben zwischen dem 5. und dem 26. September 2011 die restlichen Episoden in Doppelfolgen. Die Ausstrahlung der vierten Staffel begann am 25. Juni und endete am 20. August 2012. Dabei wurden jeweils entweder zwei oder drei Episoden am Stück gezeigt.
Die finale fünfte Staffel wurde vom 1. Februar 2013 bis zum 16. März 2013 in Doppelfolgen ebenfalls auf ProSieben ausgestrahlt.

### Österreich
In Österreich wurde die erste Staffel ab dem 17. September 2010 auf Puls 4 ausgestrahlt.

### Schweiz
In der Schweiz zeigte SF zwei die erste Staffel ab dem 16. März 2009. Die zweite Staffel wurde ab dem 10. März 2010 ausgestrahlt und endete am 19. Mai 2010 mit der 10. Folge. Am 2. August 2010 wurde die Ausstrahlung der 2. Staffel mit Episode 11 fortgesetzt. Die Ausstrahlung der dritten Staffel erfolgte ab dem 12. Januar 2011 und in ungeschnittener Fassung. Nach elf Episoden pausierte Fringe. Am 15. August 2011 begann die Ausstrahlung der zweiten Hälfte der Staffel im Nachtprogramm.

## Rezeption

### Kritiken zur Serie

#### Staffel 1
“Fringe invokes some of the sillier forms of television devices – teleportation, psychokinesis, transmogrification and even bionic prostheses – but still manages to seem smart and stylish. For viewers who stopped trying to get to the bottom of Lost, this pilot promises a more manageable and more logical suspension of disbelief.”

„Fringe greift auf manche der albernen Facetten des Fernsehens zurück – Teleportation, Telekinese, Verwandlung und sogar bionische Prothesen – schafft es aber dennoch, intelligent und stilvoll zu wirken. Für alle Zuschauer, die den Versuch aufgegeben haben, Lost auf den Grund zu gehen, verspricht die Pilotfolge mehr Überschaubarkeit und eine logischere Aussetzung des Zweifels.“

Überwiegend in den USA gab es zusätzliche Kritik an der letzten Folge, als das World Trade Center als funktionierendes Finanzzentrum in einer Parallelwelt gezeigt wurde.

#### Staffel 3
Zu Beginn der dritten Staffel bescheinigte Quotenmeter der Mysteryserie intelligent geschriebene Episoden wie beispielsweise „Olivia“, „Milo“ oder „Marionette“. Zudem lobte das Online-Magazin die Spezialeffekte, welche ausreichten, „ein ganzes zugleich faszinierendes als auch glaubwürdiges paralleles Universum zu kreieren“. Jedoch wandeln sich die positiven Ausführungen zu einer kritischen Sicht im zweiten Abschnitt der Staffel. So meint der Autor Stefan Tewes, dass die interessante Storyline zunehmend vernachlässigt werde und Fringe, wie schon früher, immer wieder rote Fäden anreißen würde, „nur um anschließend Monate lang kein Wort mehr darüber zu verlieren.“ Außerdem würden die Plots der zweiten Staffelhälfte zuweilen recht unfertig wirken. Zudem bemängelt Tewes, dass es „in einer Serie, die sich stets pseudowissenschaftlich orientierte, durchaus gewöhnungsbedürftig ist“ Liebe über Physik und Schicksal über den Tod siegen zu lassen.
Besonders die unspektakulären Spezialeffekte merkt Tewes im Staffelfinale an und meint, dass für einen furiosen Blick auf die Apokalypse nach der Sendeplatzverlegung und den Quoteneinstürzen schlicht und ergreifend scheinbar das Geld zu fehlen schien. Doch sei die Serie keinesfalls auf einen Schlag abgestürzt, denn „Fringe habe auch in der zweiten Hälfte der Staffel hervorragende Momente, eine komplexe und einfallsreiche Mythologie und einige spannende Twists.“ geliefert.
Mary McNamara von der Los Angeles Times meint mit Blick auf die Emmy Awards 2011:

„And would it kill voters to give Fox's ‚Fringe‘ a little credit where credit is due? This has been an amazing season, with an alternative-universe construct requiring two discreet stories criss-crossing and pulling apart with admirable consistency and the performers doing double duty in many cases — this year, John Noble delivered not just one of the best dramatic performances on TV, he delivered two.“

„Und würde es die Emmy-Wähler umbringen, wenn sie Fox' Fringe die Ehre erweisen würden, die es verdient? Das war eine erstaunliche Staffel, die mit der Konstruktion von Alternativuniversen, die das Hin- und Herspringen zwischen zwei getrennten, klug erzählten Geschichten erforderten und sie mit einer bewundernswerten Konsequenz auseinanderhält, während die Schauspieler vielfach Doppelrollen belegen – dieses Jahr lieferte John Noble nicht nur eine der besten schauspielerischen Leistungen im Fernsehen, er lieferte zwei.“

### Kritik an der ProSieben-Werbung
Zur Promotion der Serie strahlte ProSieben am Freitag, dem 13. März 2009, eine nachgestellte Nachrichtensendung aus, in welcher die Geburt eines Menschen, der sehr schnell altert, vermeldet wurde. In einer weiteren Meldung war von Schmetterlingen die Rede, die Menschen attackierten. Diese für manche Zuschauer nur schwer als werbende Trailer erkennbaren Nachahmungen der ProSieben-Nachrichten sorgten für scharfe Kritik. Anfang 2010 belegte die Kommission für Jugendmedienschutz (KJM) den Sender für diese Werbung mit einem Bußgeld, das etwa 3500 Euro betragen haben soll. Zur Begründung gab die KJM an, die Trailer verstießen gegen das Jugendmedienschutzgesetz, da sie geeignet gewesen seien, Kinder unter zwölf Jahren in ihrer Entwicklung zu beeinträchtigen.

### Auszeichnungen und Nominierungen (Auswahl)

#### Auszeichnungen
People’s Choice Awards
- 2011: Ausgezeichnet als die beste SciFi-Serie

Saturn Awards
- 2010: Auszeichnung für Anna Torv als beste Schauspielerin in einer Fernsehserie
- 2010: Auszeichnung für Leonard Nimoy als bester Gastdarsteller in einer Fernsehserie
- 2011: Ausgezeichnet als beste Network-Serie
- 2011: Auszeichnung für Anna Torv als beste Schauspielerin in einer Fernsehserie
- 2011: Auszeichnung für John Noble als bester Schauspieler in einer Fernsehserie

Visual Effects Society Awards
- 2009: Auszeichnung für den Pilotfilm in der Kategorie Beste visuelle Effekt in einem Rundfunkprogramm
für Kevin Blank, Jay Worth, Andrew Orloff und Barbara Genicoff

EWwy Awards
- 2010: Auszeichnung als hervorragende Drama Serie
- 2010: Auszeichnung in der Kategorie Bester Nebendarsteller in einer Dramaserie für John Noble

Australians in Film Awards
- 2010: Auszeichnung mit dem Breakthrough Award für Anna Torv

Critics’ Choice Television Awards
- 2011: Auszeichnung als bester Nebendarsteller in einer Dramaserie für John Noble

Curt-Siodmak-Preis
- 2011 und 2013: Beste Science-Fiction-Serie

#### Nominierungen
Emmys
- 2009: Nominierung des Pilotfilms in der Kategorie Beste visuelle Effekte
für Kevin Blank, Jay Worth, Andrew Orloff, Johnathan R. Banta, Steve Graves, Spencer Levy, Scott Dewis, Steve Fong und Thomas Turnbull
- 2010: Nominierung der Episode Die weiße Tulpe aus der zweiten Staffel in der Kategorie Beste Soundeffekte
für Paul Curtis, Rick Norman, Bruce Tanis, Paul Apelgren, Shelley Roden und Rick Partlow

Saturn Awards
- 2009: Nominierung als beste Network-Serie
- 2010: Nominierung als beste Network-Serie

Satellite Awards
- 2009: Nominierung als bester Nebendarsteller für John Noble
- 2010: Nominierung als bester Nebendarsteller für John Noble

Critic’s Choice Television Awards
- 2011: Nominierung als beste Dramaserie
- 2011: Nominierung als beste Hauptdarstellerin für Anna Torv

Teen Choice Awards
- 2011: Nominierung als beste Fantasy/SciFi-Serie
- 2011: Nominierung als bester Schauspieler in einer Fantasy/SciFi-Serie
- 2011: Nominierung als beste Schauspielerin in einer Fantasy/SciFi-Serie
- 2012: Nominierung als beste Fantasy/SciFi-Serie
- 2012: Nominierung als bester Schauspieler in einer Fantasy/SciFi-Serie
- 2012: Nominierung als beste Schauspielerin in einer Fantasy/SciFi-Serie

## DVD-Veröffentlichungen
| Staffel | USA                | Großbritannien     | Australien         | Deutschsprachiger Raum | Folgen | FSK          |
| ------- | ------------------ | ------------------ | ------------------ | ---------------------- | ------ | ------------ |
| 1       | 8. September 2009  | 28. September 2009 | 30. September 2009 | 23. Oktober 2009       | 20     | ab 16 Jahren |
| 2       | 14. September 2010 | 27. September 2010 | 10. November 2010  | 3. Dezember 2010       | 23     | ab 16 Jahren |
| 3       | 6. September 2011  | 26. September 2011 | 26. Oktober 2011   | 2. Dezember 2011       | 22     | ab 16 Jahren |
| 4       | 4. September 2012  | 24. September 2012 | 31. Oktober 2012   | 14. Dezember 2012      | 22     | ab 16 Jahren |
| 5       | 7. Mai 2013        | 13. Mai 2013       |                    | 8. November 2013       | 13     | ab 16 Jahren |

Am 23. Oktober 2009 wurde in Deutschland die erste Staffel auf DVD und Blu-ray veröffentlicht. Die 21. Folge der ersten Staffel befindet sich nicht auf der DVD. Diese wurde in den USA erst im Januar 2010 als 21. Folge im Rahmen der zweiten Staffel ausgestrahlt. Die zweite Staffel erschien am 3. Dezember 2010 in Deutschland auf DVD und Blu-ray; in der Box ist auch die fehlende 21. Folge der ersten Staffel (als „exhumierte Episode“ namens Besessen im Bonusmaterial). Die dritte Staffel wurde am 2. Dezember 2011 auf DVD in Deutschland veröffentlicht. Die vierte Staffel ist seit dem 14. Dezember 2012 auf DVD und Blu-ray erhältlich. Bei der vierten Staffel hat Warner auf den Schuber verzichtet, welcher bei den ersten drei Staffeln verwendet wurde. Die DVD- und Blu-ray-Fassungen aller bisher erschienenen Staffeln enthalten keinen deutschen 5.1-Mehrkanalton, obwohl dieser bei der Free-TV-Ausstrahlung von ProSieben vorhanden war. Mittlerweile sind alle 5 Staffeln in einer Komplettausgabe auf DVD sowie Blu-Ray erschienen.